# Келагаји (марама)
Келагаји (азер. Kəlağayı; Тат: Kələqin), такође познат као „chārqad“ (азербејџански: çarğət од персијског چارقد), традиционално је азербејџанско женско покривало за главу. То је свилена марама квадратног облика са посебним штампаним отисцима на њој. У новембру 2014. године на 9. заседању Унеска традиционална уметност и симболика келагајија, његова производња и ношење су уврштени на листу нематеријалног културног наслеђа УНЕСКО-а.

## Позадина
Келагаји је шал са четири угла саткан од свиленог конца који носе азербејџанске жене као симбол чедности, поштовања и оданости. Танке свилене нити се ткају заједно на разбоју, а затим се кувају и суше. Фарбају су биљним бојама, а занатлије користе дрвене блокове и уља за штампање шара. Свила задржава хладноћу лети и топлоту зими. Процес израде келагија траје два дана и захтева четири одвојене занатлије: ткач, фарбар, калупар (декоратор) и мајстор за украшавање. Традиционално, све укључене занатлије су мушкарци.
Боје и шаре келагајија често имају значење и важност за догађаје као што су венчања, веридбе, периоди жалости и свакодневни живот. Постоје старосне и социјалне разлике у њеном ношењу: старије жене носе келагајије тамнијих боја, углавном црне и тамноплаве, док се млађе жене опредељују за светлије, као што су бела, беж, јарко плава итд. Ако је жена дала келагаји мушкарцу, то је значило да је прихватила његову понуду за брак. Затим би носила црвени келагаји на њиховој забави са каном.
Келагаји се може везати на различите начине, у зависности од региона. На неким местима, келагаји се везује преко троугласте мараме након што је коса скупљена комадом газе. Као резултат, постојала би три покривала за главу која би се носила истовремено: прво, јуна (газа), затим келагаји и на крају троугласта марама која се зове касаба, сарандаз или зарбаб.
Производња келагајија концентрисана је у два града у Азербејџану, граду Шаки и насељу Басгал у Исмаилу. Традиција се преноси кроз неформално шегртовање, првенствено кроз породична занимања.
Узгој свилене бубе у Азербејџану датира из периода пре хришћанства. Шаки је дуги низ година био центар узгоја свилене бубе у Азербејџану, а такође и на Кавказу. У 20. веку у Шакију је основана највећа фабрика за узгој свилене бубе. Године 1862. Шаки свила је награђена медаљом на међународној изложби која је отворена у Лондону. Компанија Сент-Етјен из града Лиона у Француској била је један од сталних купаца Шаки свиле. Због тога је Шаки због својих успеха на пољу свилене бубе назван „кавкаски Лион“. Одећа, фини производи и шалови од Шаки свиле били су веома цењени. Из тог разлога, локално становништво које се бави производњом келагајија производило је свилу у Шакију и стварало келагаји у Басгалу. Дакле, упркос одређеној удаљености између два региона, они су се међусобно повезивали „везама од конца“.
Водећи у производњи шала се сматра фарбар. Зато што је за фарбање готовог келагајија у врућој посуди потребан напоран рад, мајсторска вештина и деликатан осећај. Углавном се за бојење келагајија величине 150x150 cm и 160x160 cm користе сумак, жутика, дивља јабука, шафран, рибизла и друге биљке.
Орнаменти келагајија се праве дрвеним или металним калупима. Рубови келагајија, а понекад и његов централни део украшени су геометријским или набати орнаментима. Обрасци који се одражавају у келагајију имају велико значење и остали су непромењени стотинама година. Буте преовладавају над другим шарама и један су од најраспрострањенијих елемената орнамента у азербејџанској уметности. Истраживачи сматрају буту узорком који припада периоду обожавања ватре.
Келагаји сваког региона се разликују једни од других по својим шарама на ивицама. Углавном се користе обрасци „Shah buta“, „saya buta“ и „khirda buta“. Шарени келагаји као што су “Heyrati”, “Soghani”, “Istiotu”, “Albukhari”, “Abi”, “Yelani” стекли су славу код народа Блиског истока и Кавказа.
Индивидуални облици и мотиви рефлектовани у келагајију пренели су се на свакодневни живот становништва. Дакле, могуће је видети елементе који су припадали келагајију на слаткишима и хлебу, гробницама и надгробним споменицима.
Овај шал се често среће у азербејџанском фолклору, поезији, као и у ликовној и декоративној уметности.
Понекад када човек умре, прекрива се црним келагајем. Наставља се све до церемоније сахране. То значи да је келагаји пратио азербејџански народ целог живота. Овај шал такође преживљава мирољубиву мисију. Током сукоба који је настао из различитих разлога, људи су престали да се боре када је келагаји бацила жена.
Келагаји се чува на омиљеном месту у кући. Могуће га је видети у кућама Азербејџанаца који живе ван земље. Зато што је келагаји сила која штити породичне традиције.
Келагаји је таква врста шала која се увек тражи. Келагаји ткачи сматрају да се орнаменти и дизајн келагајија упоредиви са азербејџанским мугамима. Они верују да је употреба седам боја повезана са бројем мугама. Иако се мода тако брзо мења, величина и обрасци келагајија остају исти. Могли би се сматрати једним од дуговечних шалова.
Током година, мајстори из Басгала и Шакија успоставили су производњу келагаја не само у другим регионима Азербејџана, већ и у Грузији, Туркменистану, Ирану, Русији и Узбекистану.
Иницијатива „Inkishaf” (Развој) научне организације, „Келагаји” центар ради у Басгалу. Овде су обновљене све келагајске традиције. Такође, у Басгалу је основан јединствени интерактивни музеј „Келагаји”. Посетиоци се не само упознају са историјом и традицијом келагаја, већ и посматрају процес производње, чак и учествују у изради производа.
Келагаји је представљен као суштински елемент који игра важну улогу у моди и свакодневном животу азербејџанског народа, и представљен је не само у музеју који се налази у Басгалу, већ и у Државном музеју оријенталне уметности у Москви, Националном историјском музеју у Бакуу и Националном музеју уметности Азербејџана.